# Karl Gustav von Ekesparre
Alexander Peter Eduard von Ekesparre, född 30 oktober 1721 i Stockholm, död 18 augusti 1800 i Arensburg, Guvernementet Livland,  Kejsardömet Ryssland
 var en balttysk major och assessor. 
von Ekesparre var arvherre till Kandel, Kaunispae, Würtzen och Jerwemetz på Ösel i Guvernementet Livland. Han var major i rysk tjänst men kom även att vara verksam som kollegieassessor i Arensburg (nuvarande Kuressaare).